# Åheden
Åheden är ett gammalt jordbrukssamhälle  25 km söder om Umeå, mellan orterna Sörmjöle och Norrmjöle. 
Åheden ligger vid Mjölefjärden. Namnet syftar på Åhedån som rinner genom södra delen av byn.
Åheden har fr o m slutet av 1980-talet gått från att främst vara sommarstugeort till att präglas av åretruntboende i omgjorda/tillbyggda/nybyggda fritidshus. Kommunal service med vatten samt post, fiberbredband, sophämtning, snöskottning och skolskjuts gör området attraktivt året runt.
Ett stort antal (15 stycken) rösen finns som vid gravsättningarna under senare järnåldern 100 f.Kr. Dessa låg vid strandkanten men på grund av postglacial landhöjning ligger de nu 75 meter ovan havet. Fornlämningsområdet är av riksintresse för kulturmiljövården.
1. ↑  Eriksson, Lennart med flera. Sörmjöle bys historia